# Acorypha ornatipes
Acorypha ornatipes is een rechtvleugelig insect uit de familie veldsprinkhanen (Acrididae). De wetenschappelijke naam van deze soort is voor het eerst geldig gepubliceerd in 1950 door Uvarov.